# Awash Fentale
Awash Fentale est l’un des 29 woredas de la région Afar, en Éthiopie.